# Meridiano 106 W
O meridiano 106 W é um meridiano que, partindo do Polo Norte, atravessa o Oceano Ártico, América do Norte, Oceano Pacífico, Oceano Antártico, Antártida e chega ao Polo Sul. Forma um círculo máximo com o Meridiano 74 E.
Começando no Polo Norte, o meridiano 106º Oeste tem os seguintes cruzamentos:
| País, território ou mar | Notas                                            |
| ----------------------- | ------------------------------------------------ |
| Oceano Ártico           |                                                  |
| Estreito de Maclean     |                                                  |
| Canadá                  | Nunavut - Ilhas Lougheed                         |
| Canal de Byam Martin    |                                                  |
| Canadá                  | Nunavut - Ilha Melville                          |
| Canal de Parry          | Viscount Melville Sound                          |
| Canadá                  | Nunavut - Stefansson, Victoria e Ilhas Finlayson |
| Estreito de Dease       |                                                  |
| Canadá                  | Nunavut Territórios do Noroeste Saskatchewan     |
| Estados Unidos          | Montana Wyoming Colorado Novo México Texas       |
| México                  | Chihuahua Durango Sinaloa                        |
| Oceano Pacífico         |                                                  |
| Oceano Antártico        |                                                  |
| Antártida               | Território não reclamado                         |